# Хъси
Вижте пояснителната страница за други значения на Хъси.
Хъси (на китайски: 河西; на пинин: Hexi) е историческа област в днешната провинция Гансу, северен Китай.
Коридорът Хъси обхваща северната и западна част на Гансу. Той представлява ивица полупустинни земи североизточно от Тибетското плато и югозападно от пустинята Гоби, в които са разположени поредица от оазиси. По коридора Хъси преминава част от древния Път на коприната, свързваща Китай на югоизток с Таримския басейн на запад.